# 福斯特城 (加利福尼亚州)
福斯特城（英語：Foster City），是美国加利福尼亚州圣马特奥县下属的一个城市。于1971年4月27日建市。城市面积约为9.7平方公里，根据2010年美国人口普查，该市有人口30,567人。由于福斯特城的当地产业以及靠近硅谷，有时候她被认为是硅谷的一部分。福斯特城是美国最安全的城市之一，平均每十年只发生一起谋杀案。

## 地理
根据美国人口普查，该城一共有19.8平方英里（51平方千米），其中包括3.8平方英里（9.8平方千米）的陆地和16.1平方英里的水域（42平方千米）。整个区域有81.07%的水域。

## 人口
| 人口种族               | 数量-比例       |
| ---------------------- | --------------- |
| 所有人口               | 30,567 - 100.0% |
| 单一种族               | 29,027 - 95.0%  |
| 非拉丁裔               | 28,572 - 93.5%  |
| 白人                   | 12,829 - 42.0%  |
| 非洲裔                 | 545 - 1.8%      |
| 印第安与阿拉斯加裔     | 17 - 0.1%       |
| 亚裔                   | 13,691 - 44.8%  |
| 夏威夷与太平洋岛原著民 | 182 - 0.6%      |
| 其他单一族裔           | 102 - 0.3%      |
| 两个或更多族裔         | 1,206 - 3.9%    |
| 拉丁裔                 | 1,995 - 6.5%    |

## 其他
聖馬刁縣立圖書館经营福斯特市圖書館。